# بازیافت زباله‌های الکترونیکی

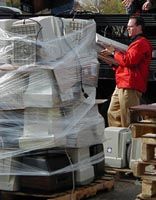
مانیتورهای کامپیوتر معمولاً برای بازیافت، در بسته‌های کم ارتفاع روی پالت‌های چوبی بسته‌بندی و سپس بسته‌بندی می‌شوند.

بازیافت زباله‌های الکترونیکی، یا بازیافت تجهیزات الکترونیک، به فرایند باز کردن، جداسازی اجزاء و بازیابی مواد اولیه موجود در تجهیزات الکترونیکی فرسوده یا غیرقابل استفاده گفته می‌شود. در مواردی که نوع خاصی از زباله‌های الکترونیکی مدنظر باشد، از اصطلاحات مشخص‌تری مانند بازیافت رایانه یا بازیافت تلفن همراه استفاده می‌شود. مانند سایر جریان‌های پسماند، در حوزه زباله‌های فناوری اطلاعات (IT) نیز روش‌های پایداری همچون بازکاربری، اهداء به دیگران و تعمیر و بازسازی به‌عنوان راهکارهای مفید و مسئولانه برای کاهش حجم زباله و جلوگیری از آلودگی زیست‌محیطی مورد توجه قرار می‌گیرند. این رویکردها نه تنها به حفظ منابع طبیعی کمک می‌کنند، بلکه زمینه‌ساز اشتغال و توسعه اقتصاد چرخشی نیز هستند.

## دلایل بازیافت
رایانه‌های از رده خارج و تجهیزات الکترونیکی قدیمی، اگر به‌درستی بازیافت شوند، منابع ارزشمندی از مواد اولیه ثانویه مانند فلزات گران‌بها، پلاستیک‌های صنعتی و آلیاژهای کمیاب محسوب می‌شوند. اما در صورتی که این دستگاه‌ها به حال خود رها شده یا به شیوه غیراصولی دفع شوند، به منبعی خطرناک از زباله سمی و ماده سرطان‌زا تبدیل می‌گردند که سلامت انسان و محیط‌زیست را تهدید می‌کنند. تغییرات سریع فناوری، پایین بودن هزینه اولیه خرید تجهیزات جدید و سیاست‌های برنامه‌ریزی‌شده برای از رده خارج شدن زودهنگام دستگاه‌ها (کهنگی عمدی) موجب انباشت روزافزون زباله‌های الکترونیکی، به‌ویژه رایانه‌ها و قطعات وابسته در سطح جهانی شده است.
اگرچه راهکارهای فنی برای بازیافت مؤثر و ایمن این تجهیزات در دسترس است، اما در اغلب کشورها پیش از اجرای این راه‌حل‌ها، نیاز به چارچوب‌های قانونی روشن، سامانه‌های جمع‌آوری، زیرساخت‌های لجستیکی و خدمات پشتیبان وجود دارد تا فرایند بازیافت به شکل کارآمد و گسترده عملیاتی شود.
به‌عنوان نمونه، آژانس حفاظت محیط زیست ایالات متحده آمریکا برآورد کرده است که در چند سال آینده، ۳۰ تا ۴۰ میلیون دستگاه رایانه مازاد که در طبقه‌بندی «زباله‌های خانگی خطرناک» قرار می‌گیرند، نیازمند مدیریت پایان عمر خواهند بود. همچنین شورای ایمنی ملی آمریکا گزارش داده که حدود ۷۵٪ از تمامی رایانه‌های شخصی فروخته‌شده در طول تاریخ، هم‌اکنون در شمار تجهیزات الکترونیکی مازاد و بلااستفاده قرار دارند.
در سال ۲۰۰۷، آژانس حفاظت محیط زیست ایالات متحده آمریکا اعلام کرد که بیش از ۶۳ میلیون دستگاه رایانه در این کشور یا جایگزین شدند یا به دور انداخته شدند. با وجود رشد آگاهی زیست‌محیطی، امروزه تنها حدود ۱۵٪ از تجهیزات و دستگاه‌های الکترونیکی در ایالات متحده به‌طور اصولی بازیافت می‌شوند.
بخش عمده‌ای از زباله‌های الکترونیکی به محل‌های دفن زباله فرستاده شده یا سوزانده می‌شود؛ فرآیندهایی که منجر به رهاسازی موادی خطرناک مانند سرب، جیوه و کادمیم در خاک، آب‌های زیرزمینی و جو زمین می‌گردد. این آلاینده‌ها می‌توانند اثرات زیان‌بار و درازمدتی بر سلامت انسان، تنوع زیستی و کیفیت منابع طبیعی بر جای بگذارند.
بسیاری از مواد مورد استفاده در سخت‌افزار کامپیوتر را می‌توان با بازیافت برای تولید آینده بازیابی کرد. استفاده مجدد از قلع، سیلیکون، آهن، آلومینیوم و انواع پلاستیک‌هایی که به صورت عمده در رایانه‌ها یا سایر لوازم الکترونیکی وجود دارند، می‌تواند هزینه‌های ساخت سیستم‌های جدید را کاهش دهد. اجزا اغلب حاوی مس، طلا، تانتالوم، نقره، پلاتین، پالادیوم و سرب و همچنین سایر مواد ارزشمند مناسب برای احیا هستند.
آمارها و روندهای موجود نشان می‌دهند که علی‌رغم وجود فناوری و زیرساخت برای بازیافت، همچنان بخش بزرگی از پسماندهای الکترونیکی به روش‌هایی دفع می‌شوند که تأثیر منفی جدی بر محیط‌زیست دارند؛ مسئله‌ای که نیازمند بازنگری در سیاست‌ها، فرهنگ‌سازی گسترده، و توسعه سامانه‌های جمع‌آوری و بازیافت مؤثرتر است.